# Theodor Fliedner
Georg Heinrich Theodor Fliedner (Eppstein, 21 de enero de 1800 - Kaiserswerth, hoy barrio de Düsseldorf, 4 de octubre de 1864) fue un filántropo, teólogo y pastor luterano alemán, fundador del Instituto de las Diaconisas de Kaiserwerth (Düsseldorf), que sentó los fundamentos de la Enfermería moderna, padre del también filántropo, teólogo, escritor y misionero protestante Federico Fliedner.

## Biografía

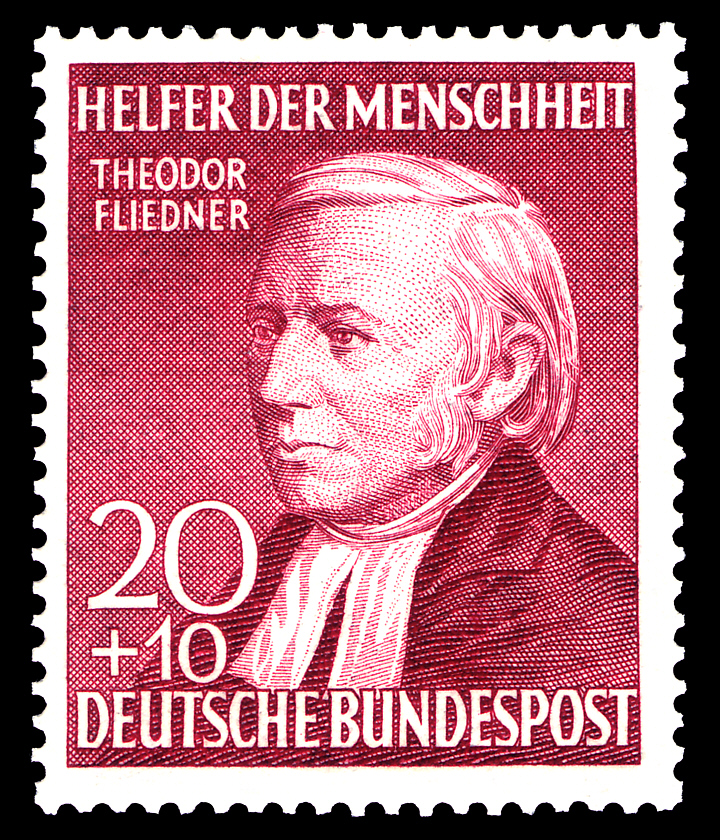
Sello postal de Theodor Fliedner.

Estudió para ministro protestante Teología y en 1822 fue nombrado pastor de parroquia en Kaiserswerth, entonces pueblo cercano y hoy barrio de Düsseldorf. Ejerció también su ministerio en la prisión de Düsseldorf y bajo su impulso otras prisiones instalaron capillas y servicios regulares para los encarcelados. Pronto se preocupó por los cuidados médicos de los mismos y su enseñanza, y realizó un viaje por Westfalia, los Países Bajos e Inglaterra para instruirse sobre cuidados de enfermería, visitando en particular a las Hermanas Protestantes de la Caridad y su líder E. Fry; con ella también visitó las cárceles. Al volver a Alemania tenía nuevas ideas sobre el trabajo social y fondos para poder empezar. Se casó con Friederike Münster, una filántropa que acogía a niños huérfanos; juntos abrieron en su casa un albergue para mujeres recién salidas de la cárcel. Amplió sus instalaciones y construyó además un hospital para pobres, un frenopático para mujeres dementes, una escuela infantil (1835), un asilo de huérfanos y una importantísima y trascendental Escuela de Enfermería el 13 de octubre de 1836.
Fliedner innovó especialmente la formación de sus enfermeras, muchísimo más completa que la de las Hermanas Protestantes de la Caridad inglesas. Seleccionó con su mujer a varias mujeres entre 25 y 30 años, de comportamiento cabal y que pasaron a vivir en el hospital, recibiendo formación teórica impartida por médicos. Luego debían superar unas prácticas rotatorias de tres años por todo el Instituto Kaiserwerth completadas con atención domiciliaria. Asimismo recibían importantes estudios de Farmacia y debían superar el examen estatal de farmacéuticos para poder ejercer. Es más, recibían una formación ética referida a su importante labor que impartía el propio Theodor Fliedner. Los cuidados de enfermería eran impartidos por su mujer, pero no fueron publicados sus apuntes. Las Diaconisas de Kaiserweth no recibían salario y a cambio de su trabajo vivían en el hospital, ya que el Instituto se hacía cargo de todos sus gastos y, cuando no podían trabajar, seguían viviendo allí hasta su muerte.
Su primera esposa murió en 1842 y se volvió a casar con Karolina Bertheau, que le ayudó tan infatigablemente como la primera. Abrieron el instituto en Dortmund (1844) y Berlín (1847). Su atención se centró ya por entero en la enseñanza de la enfermería y en 1849 volvió a renovar su modelo de enseñanza de la misma abriéndolo aún más al exterior. Se crearon institutos en París, Estrasburgo y Utrecht. Antes de su muerte en 1864, había ya treinta institutos y 1.600 diaconisas por todo el mundo, y a mediados del siglo XX 35.000 desempeñando servicios en parroquias, escuelas, hospitales y cárceles del mundo entero. Su pupila más famosa vino de fuera de Alemania: Florence Nightingale.

## Obra selecta
- Kollektenreise nach Holland und England (1831)
- Liederbuch für Kleinkinderschulen (1842)
- Kaiserswerther Volkskalender (ab 1842)
- Armen- und Krankenfreund (ab 1849)
- Buch der Märtyrer und anderer Glaubenszeugen der evangelischen Kirche (1850)
- Kurze Geschichte der Entstehung der ersten evangelischen Liebesanstalten in Kaiserswerth (1856)